# Абакумов Михайло Георгійович
Михайло Георгійович Абакумов (рос. Михаил Георгиевич Абакумов; 25 лютого 1948, Коломна, нині Російська Федерація — 19 липня 2010) — російський художник. Народний художник Російської Федерації (2001). Член-кореспондент Російської академії мистецтв з 2010 року.

## Життєпис

«Ідуть золоті дощі»

Народився 1948 року в місті Коломна Московської області.
З 1964 року навчався у Московському художньо-промисловловому училищі ім. Калініна.
У 1971—1977 вчився у Всесоюзному державному інституті кінематографії.
З 2009 року Михайло Абакумов учасник виставок Союзу російських художників.

## Творчість
Його праці перебувають у Третьяковській галереї, Московському музеї сучасного мистецтва та інших закладах.
У 2013 році в культурному центрі «Будинок Озерова» відкрився музейно-виставковий зал Михайла Абакумова.

## Звання, премії та нагороди
- 2010 — премія імені Аркадій Пластова
- 2001 — «Народний художник Російської Федерації»
- 1993 — «Заслужений художник Росії».